# Microsoft Windows Server 2008
Microsoft Windows Server 2008 ist ein Betriebssystem von Microsoft. Es ist der Nachfolger von Microsoft Windows Server 2003.
Am 27. Februar 2008 veröffentlichte Microsoft das Betriebssystem zusammen mit Microsoft Visual Studio 2008. Zuvor hatte die Software am 4. Februar 2008 den RTM-Status erreicht.
Ursprünglich war vorgesehen, den Microsoft SQL Server 2008 zum gleichen Zeitpunkt zu veröffentlichen, allerdings wurde dieser Termin verschoben. Im Gegensatz zum Vorgänger Windows Server 2003 besitzt der Windows Server 2008 dieselbe Codebasis wie der dazugehörige Client Windows Vista, denn die interne Versionsnummer lautet wie bei Vista NT 6.0. Durch diese enge Verwandtschaft ist es möglich, dieselben Patches wie z. B. Service Packs anzuwenden.
Die Unterstützung von Windows Server 2008 und damit die Belieferung mit Sicherheitsupdates wurde am 14. Januar 2020 eingestellt.

## Entwicklungsgeschichte
Windows Server 2008 war bis zum 16. Mai 2007 als Windows Server, Codename Longhorn bekannt, als von Bill Gates auf der WinHEC der endgültige Produktname bekannt gegeben wurde.

## Editionen
Windows Server 2008 ist in folgenden Editionen verfügbar:
- Windows Server 2008 Standard Edition (32- und 64-Bit)
- Windows Server 2008 Enterprise Edition (32- und 64-Bit)
- Windows Server 2008 Datacenter Edition (32- und 64-Bit)
- Windows Web Server 2008 (32- und 64-Bit)
- Windows Server 2008 für Itanium-basierte Systeme (letzte IA-64 Version.[7] Der reguläre Support für Itanium wird voraussichtlich zum 13. Januar 2015 auslaufen – extended Support bis 14. Januar 2020)

Am 12. November 2008 wurden weitere Versionen für kleine und mittelständische Unternehmen freigegeben:
- Windows Small Business Server 2008 Standard und Premium
- Windows Essential Business Server 2008 Standard und Premium

Zusätzlich kann der Windows Server 2008 als textbasierter Core Server installiert werden, der nur Datei- oder Infrastrukturserverfunktionen unterstützt (Stand: Mai 2007).

## Funktionen

### Verwaltung
Für die Verwaltung des Server 2008 stehen mehrere Modi zur Verfügung.
Der Servermanager ist eine Microsoft Management Console in der Version 3.0. Über den Servermanager können zentral die Rollen und Funktionen verwaltet werden. Zusätzlich gibt der Servermanager einen Überblick über den Systemzustand und anfallende Benachrichtigungen der Komponenten durch eine eingebettete Ereignisanzeige. Der Servermanager fasst damit mehrere Verwaltungstools von Server 2003 zusammen. Zusätzlich können Features und Rollen über den Manager installiert und deinstalliert werden.
Der Server kann auch direkt über die MMC und eingebettete Snap-ins verwaltet werden.
Eine weitere Möglichkeit bietet die integrierte WMI-Schnittstelle. Der Host stellt Funktionen zur Verwaltung via Skript zur Verfügung.
Der Server lässt sich textbasiert auch über PowerShell administrieren. cmd.exe und Batch wird jedoch weiterhin unterstützt. Über PowerShell lassen sich auch vorhandene Skripte (.bat, vbs, perl) wiederverwenden.

### Active Directory
Active Directory wird zum Verwalten von Ressourcen und Benutzern verwendet. Zu den bereits bekannten DCO-Typen wurde ein RODC hinzugefügt. Der RODC ist ein Host mit reduzierter Funktionalität. Dieser Domänencontroller ist schreibgeschützt und kann damit in ungesicherten Bereichen eingesetzt werden, da bei einem Diebstahl nur zwischengespeicherte Passworthashes auf der Hardware zu finden sind. In RODCs werden keine Kennwörter verwaltet. Für schreibende Funktionen muss der Member eine Verbindung zu einem regulären DCO aufbauen. Delegate für die Verwaltung des RODC können an Gruppen und Domänenbenutzer verteilt werden. Damit können auch Benutzer ohne Domänenadministratorrechte den RODC verwalten.
Umfassende Kennwort- und Sperrrichtlinien können innerhalb einer Domäne verteilt werden. Dadurch minimiert sich die Anzahl der benötigten Domänen in einem Netzwerk.

### Terminaldienste
Im Server 2008 sind die Terminaldienste um einige Zusatzfunktionen erweitert:
- Auflösungen bis 1920 × 1200
- Mehrere Monitore
- Windows Portable Devices
- Microsoft Point of Service für .NET
- RemoteApp Bereitstellung eines Programmes als Terminalsitzung

Durch die Funktionalitäten können am Gastrechner lokale und Remoteanwendungen gemischt benutzt werden.

### Hyper-V
Mit Hyper-V stellt Microsoft eine Virtualisierungsumgebung bereit, die es IT-Unternehmen ermöglicht, komplette Serversysteme unter Windows Server 2008 zu virtualisieren. Hyper-V ermöglicht über eigene Verwaltungstools die Organisation sowohl der physischen als auch der virtuellen Ressourcen.
Die Hyper-V-Umgebung wird mit Windows Server 2008 angeboten. Microsoft plant aber eine separate Hyper-V-Serverversion, die sich leicht in vorhandene IT-Umgebungen einbinden lässt. Auch im Windows Server 2012 findet sich diese Virtualisierungsumgebung, die bei beiden Versionen via Serverrolle im Server Manager installiert und verwaltet wird.
Hyper-V isoliert dabei die Gastsysteme komplett vom Hostsystem. Dies setzt allerdings ein virtualisierungsfähiges Mainboard sowie Prozessor voraus. Dem System können dabei zur Laufzeit veränderbare Ressourcen angebunden werden. Damit können Hardwareressourcen wie z. B. Arbeitsspeicher, Prozessoren und Prozessorzeit sowie Netzwerkadapter dynamisch zur Laufzeit an die Anforderungen des Gastsystems angepasst werden.
Hyper-V unterstützt alle gängigen Prozessorarchitekturen (x86, x86-64). Ein Gastsystem kann dabei bis zu vier Prozessoren zugewiesen bekommen.
Virtuelle Server unter Hyper-V unterstützen keine exklusive Zuweisung von PCI- und USB-Geräten.
Durch den Pass Through auf lokale Speicher können auch Hochlastsysteme in einem Gastsystem abgebildet werden.

### Windows PowerShell

Screenshot von Windows PowerShell

Windows Server 2008 ist das erste Windows-Betriebssystem, welches mit Microsofts objektorientiertem Kommandozeileninterpreter Windows PowerShell ausgeliefert wird.
PowerShell basiert auf dem .Net-Framework 2.0 und stellt eine moderne Alternative zum bekannten Kommandozeilenprogramm cmd.exe sowie dem Windows Script Host dar, welche dem Anwender weiterhin in vollem Umfang zur Verfügung stehen.
Ähnlich wie in anderen Betriebssystem-Shells, wie beispielsweise Unix-Shells und dem bereits genannten cmd.exe, kann der Benutzer Befehle interaktiv an einer Kommandozeile ausführen und mit Hilfe von Pipes miteinander verknüpfen. Komplexe Shell-Skripte können in der eigens dafür entwickelten PowerShell Scripting Language geschrieben werden.

### Datentransfer
Die Datendurchsatzrate konnte unter Windows Server 2008 und Windows Vista durch ein Redesign der Kommunikations-Stacks erhöht werden. Bei Verbindungen zwischen einem Server 2008 und Vista konnte gegenüber Server 2003 und XP SP2 eine Steigerung um den Faktor 3 gemessen werden.

### Failover Clustering
Das Clustermodell von Server 2003 wurde in das Failover Clustering unter Server 2008 überführt. Dabei können Clusternodes in unterschiedlichen Subnetzen liegen. Der Failovercluster unterstützt GPT mit maximal 128 Partitionen und kann dabei 18 Exabyte verwalten. Das Failover-Clustering kann nur in der Enterprise- und DataCenter-Edition verwendet werden. Zusätzlich kann der Cluster über NFS für unixoide Clients genutzt werden. Der Cluster unterstützt das dynamische Hinzufügen von Ressourcen zur Laufzeit.

### Netzwerk-Lastverteilung
Die Netzwerk-Lastverteilung verteilt die Last auf mehrere Systeme. Server 2008 unterstützt dabei IPv4 und IPv6.

### IIS 7.0
Der IIS 7.0 dient als Webserver für statische und dynamischen Webseiten und unterstützt sowohl HTML, SSL, wie auch PHP.

## Sicherheit

### Network Access Protection
Der integrierte Netzwerkzugriffsschutz (Network Access Protection, NAP) bewertet fortlaufend die Zustände der Clients. Dadurch kann ein unsicherer Zugriff oder Zustand des Clients entdeckt werden und das Netz gesichert werden. Die NAP-Richtlinien verhindern zusätzlich, dass sich ein Client, der gegen diese Richtlinien verstößt, mit dem Server verbinden kann. NAP unterstützt dabei IPsec, VPN, DHCP, TS-Gateway und IEEE-802.1X-Verbindungen.

### Firewall
Die integrierte Firewall unterstützt in dem neuen Verwaltungs-Snap-in sowohl die Richtlinien für IPsec als auch die Firewalleinstellungen. Dadurch sind überlappende Einstellungen durch ein gemeinsames Frontend leichter erkennbar.

### BitLocker
Für die Verschlüsselung der Daten hat Server 2008 das Tool BitLocker integriert. BitLocker ist für die Sicherheitsvorschriften für Daten in Unternehmen nach Sarbanes-Oxley Act und Health Insurance Portability and Accountability Act geeignet. Dabei wird das gesamte System verschlüsselt. Komponenten, die vor dem Betriebssystemkern gestartet werden, sind durch eine Integritätsprüfung gesichert.

### CNG Cryptography Next Generation
Server 2008 unterstützt CNG, ein für Entwickler kryptographischer Anwendungen entwickeltes SDK. Es ist der direkte Nachfolger der CryptoAPI und unterstützt die gängigen Suite-B-Algorithmen sowie ECC.

### Read only Domaincontroller RODC
Der Domänencontroller von Server 2008 implementiert eine weitere Controllerstruktur in Form eines RODC. Der RODC ist ein Read-only Controller der keine Kennwörter abspeichert. Er kann optional durch zusätzliche Rollen verwaltet werden. Dadurch ist ein Einsatz in einem sicherheitskritischen Bereich möglich.

### Isolationsstrategien DC
Durch das Isolationsfeature können Domänen und Ressourcen isoliert verwaltet werden. Somit kann ein logisches Netzwerk innerhalb eines physischen Netzwerks komplett isoliert erstellt werden. Dazu sind zwei Isolationsmöglichkeiten implementiert: Die Domänenisolation verhindert den Zugriff von Clients außerhalb der isolierten Domäne, bei der Serverisolation werden, über IPsec gesteuert, nur Zugriffe von registrierten Clients zugelassen.

## Server Core
Server, welche keine grafische Benutzeroberfläche benötigen, können als Core-Server installiert werden. Dabei wird ein Minimalsystem installiert, welches durch eine textbasierte Oberfläche administrierbar ist. Es werden nur benötigte Features eingebunden. Die Installationsoption ist vor allem zur Installation in die Parent Partition eines Hyper-V-Hosts vorgesehen. Ursprünglich wurde kein Managed Code unterstützt, mit dem Service Pack 1 von Server 2008 R2 wurde jedoch das
.NET Framework 4 für Core zur Funktionalität hinzugefügt. Der Server Core hat keine Upgrade-Möglichkeit.

## Systemanforderungen
| Komponente                   | Anforderung |
| ---------------------------- | --- |
| Prozessor                    | - Mindestens: 1 GHz (x86-Prozessor) oder 1,4 GHz (x64-Prozessor) - Empfohlen: 2 GHz oder höher Hinweis: Für Windows Server 2008 für Itanium-basierte Systeme ist ein Intel-Itanium-2-Prozessor erforderlich. |
| Arbeitsspeicher              | - Mindestens: 512 MB RAM - Empfohlen: 2 GB RAM oder mehr - Maximal (32-Bit-Systeme): 4 GB (Standard Edition, Webserver Edition) oder 64 GB (Enterprise und Datacenter Editionen) - Maximal (64-Bit-Systeme): 32 GB (Standard Edition, Webserver Edition) oder 2 TB (Enterprise Edition, Datacenter Edition und Itanium-basierte Systeme) |
| Festplatte                   | - Mindestens: 10 GB frei - Empfohlen: 40 GB (vollständige Installation) oder 10 GB (Server-Core-Installation) frei Hinweis: Computer mit mehr als 16 GB Arbeitsspeicher erfordern mehr Speicherplatz für Auslagerung, Ruhezustand und Dumpdateien.                                                                                       |
| Laufwerk                     | - DVD-ROM-Laufwerk |
| Anzeige und Peripheriegeräte | - Super VGA (800 × 600) oder Monitor mit höherer Auflösung - Tastatur - Microsoft-Maus oder kompatibles Zeigegerät |

## Technische Spezifikation der Editionen
| Funktion                  | Web   | Foundation | Standard | Enterprise | Datacenter | Itanium    |
| ------------------------- | ----- | ---------- | -------- | ---------- | ---------- | ---------- |
| x86 Sockets               | 4     | –          | 4        | 8          | 32         | -          |
| x64 Sockets               | 4     | 1          | 4        | 8          | 64         | -          |
| IA-64 Sockets             | –     | –          | –        | –          | –          | 64         |
| x86 RAM                   | 4 GB  | –          | 4 GB     | 64 GB      | 64 GB      | -          |
| x64 RAM                   | 32 GB | 8 GB       | 32 GB    | 2 TB       | 2 TB       | -          |
| IA-64 RAM                 | –     | –          | –        | –          | –          | 2 TB       |
| Hot Add Memory            | Nein  | Nein       | Nein     | Ja         | Ja         | Ja         |
| Hot Replace Memory        | Nein  | Nein       | Nein     | Nein       | Ja         | Ja         |
| Failover Cluster Nodes    | Nein  | Nein       | Nein     | 16         | 16         | 8          |
| Terminal Services Gateway | Nein  | 50         | 250      | Unbegrenzt | Unbegrenzt | Nein       |
| Virtual Image Use Rights  | Nein  | Nein       | 1        | 4          | Unbegrenzt | Unbegrenzt |